# The Rocky Road
The Rocky Road er en amerikansk stumfilm fra 1910 af D. W. Griffith.

## Medvirkende
- Frank Powell som Ben Cook
- Stephanie Longfellow som Mrs. Ben Cook
- George Nichols
- Blanche Sweet
- James Kirkwood